# Fufu

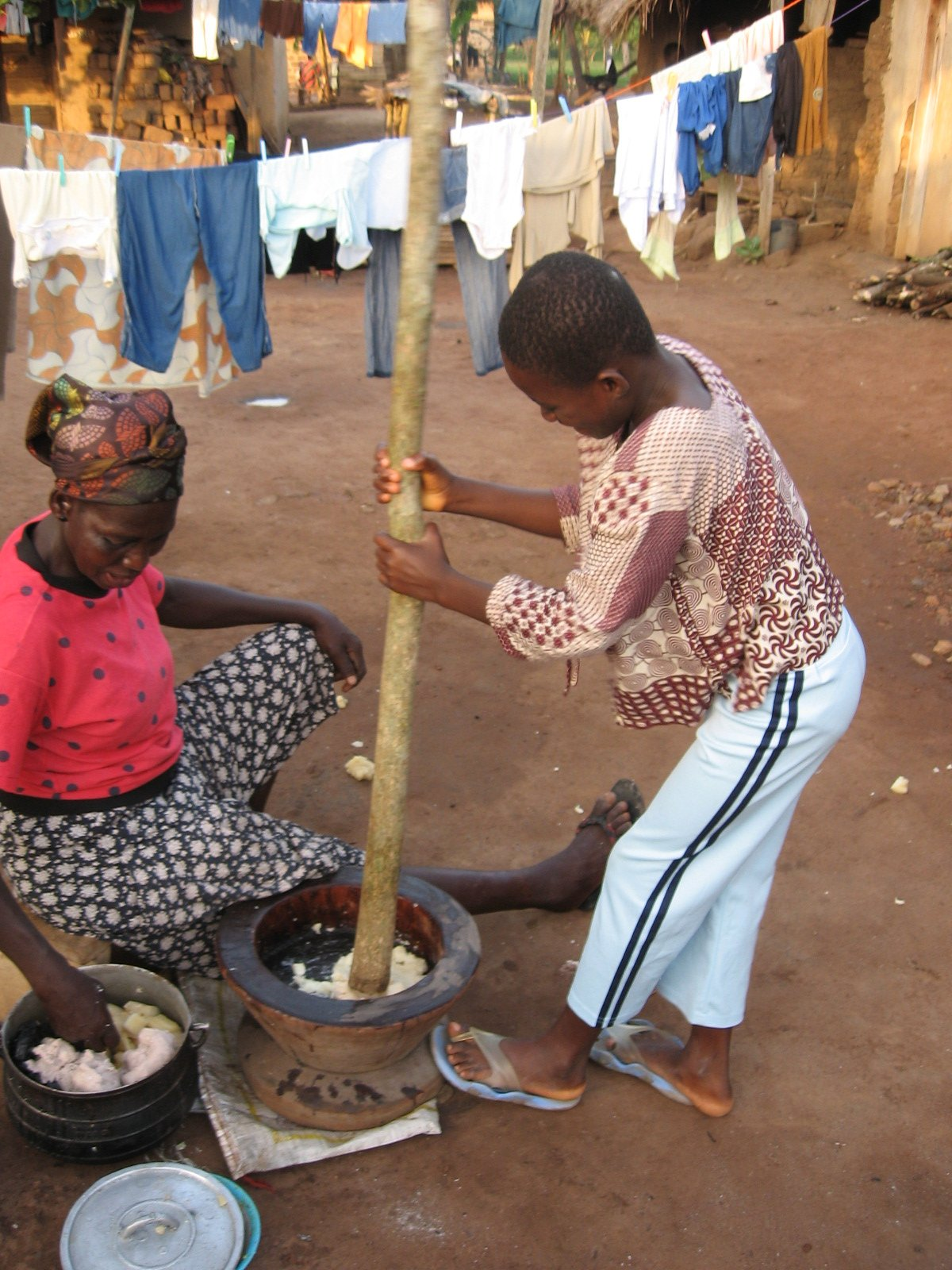
Bereiding van fufu

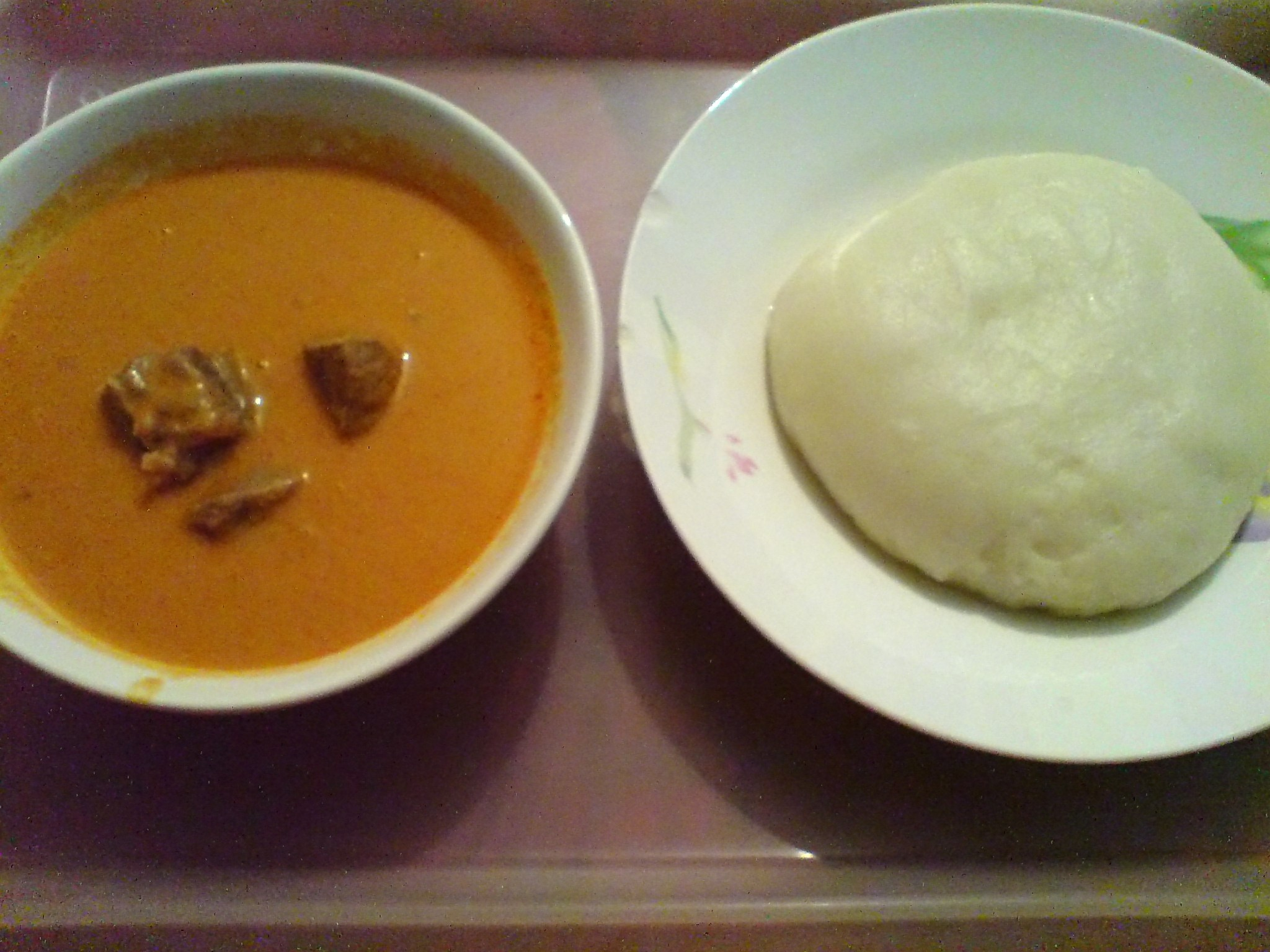
Pindasoep met fufu

Fufu is een vaste brij verkregen uit de cassave, bakbananen en/of yams. In geheel West- en Midden-Afrika is het een hoofdbestanddeel van of een onderdeel van vele gerechten.
Bij de traditionele bereiding worden cassave en groene kookbananen in de verhouding 2 : 1 in stukken gesneden en ongeveer een kwartier gekookt. Daarna wordt het in een grote vijzel of met een mixer tot een stroperige massa gestampt of vermalen. De fufu wordt in grote ballen bij gekruide soep of saus geserveerd. Met de vingers van de rechterhand wordt de fufu tot kleine balletjes gekneed, in de soep gedoopt en vervolgens gegeten.
In plaats van cassave kunnen afhankelijk van de regio ook yams, taro of andere planten met een hoog zetmeelgehalte gebruikt worden. In Congo-Kinshasa wordt een maisbrij ook fufu genoemd.